# Gare d'Obernai
La gare d'Obernai est une gare ferroviaire française de la ligne de Sélestat à Saverne, située sur le territoire de la commune d'Obernai, dans la collectivité européenne d'Alsace, en région Grand Est. 
Elle est mise en service en 1864 par la Compagnie des chemins de fer de l'Est. 
C'est une gare voyageurs de la Société nationale des chemins de fer français (SNCF) du réseau TER Grand Est, desservie par des trains express régionaux.

## Situation ferroviaire
Établie à 181 mètres d'altitude, la gare d'Obernai est située au point kilométrique (PK) 24,711 de la ligne de Sélestat à Saverne entre les gares de Goxwiller et de Bischoffsheim.
Gare d'évitement, elle dispose d'une deuxième voie pour le croisement des trains.

## Histoire
La station d'Obernai est mise en service le 28 septembre 1864 par la Compagnie des chemins de fer de l'Est lorsqu'elle ouvre à l'exploitation le chemin de fer vicinal no 1 bis de Strasbourg à Barr.

## Fréquentation
De 2015 à 2024, selon les estimations de la SNCF, la fréquentation annuelle de la gare s'élève aux nombres indiqués dans le tableau ci-dessous.
| Année     | 2015    | 2016    | 2017    | 2018    | 2019    | 2020    | 2021    | 2022    | 2023    | 2024    |
| --------- | ------- | ------- | ------- | ------- | ------- | ------- | ------- | ------- | ------- | ------- |
| Voyageurs | 648 453 | 639 768 | 663 806 | 631 775 | 691 394 | 493 365 | 583 441 | 796 161 | 938 744 | 968 603 |

## Service des voyageurs

### Accueil
Gare SNCF, elle dispose d'un bâtiment voyageurs, avec guichet et salle d'attente, ouvert tous les jours. Elle est équipée d'un automate pour l'achat de titres de transport. Des aménagements, équipements et services sont à la disposition des personnes à la mobilité réduite. Des écrans d'affichages sont installés sur les deux quais : depuis ces écrans, des haut-parleurs sont intégrés où sont annoncés les arrivées et les départs des trains.

### Desserte
Obernai est une gare voyageurs SNCF du réseau TER Grand Est desservie par des trains express régionaux de la relation Strasbourg - Obernai - Barr - Sélestat.

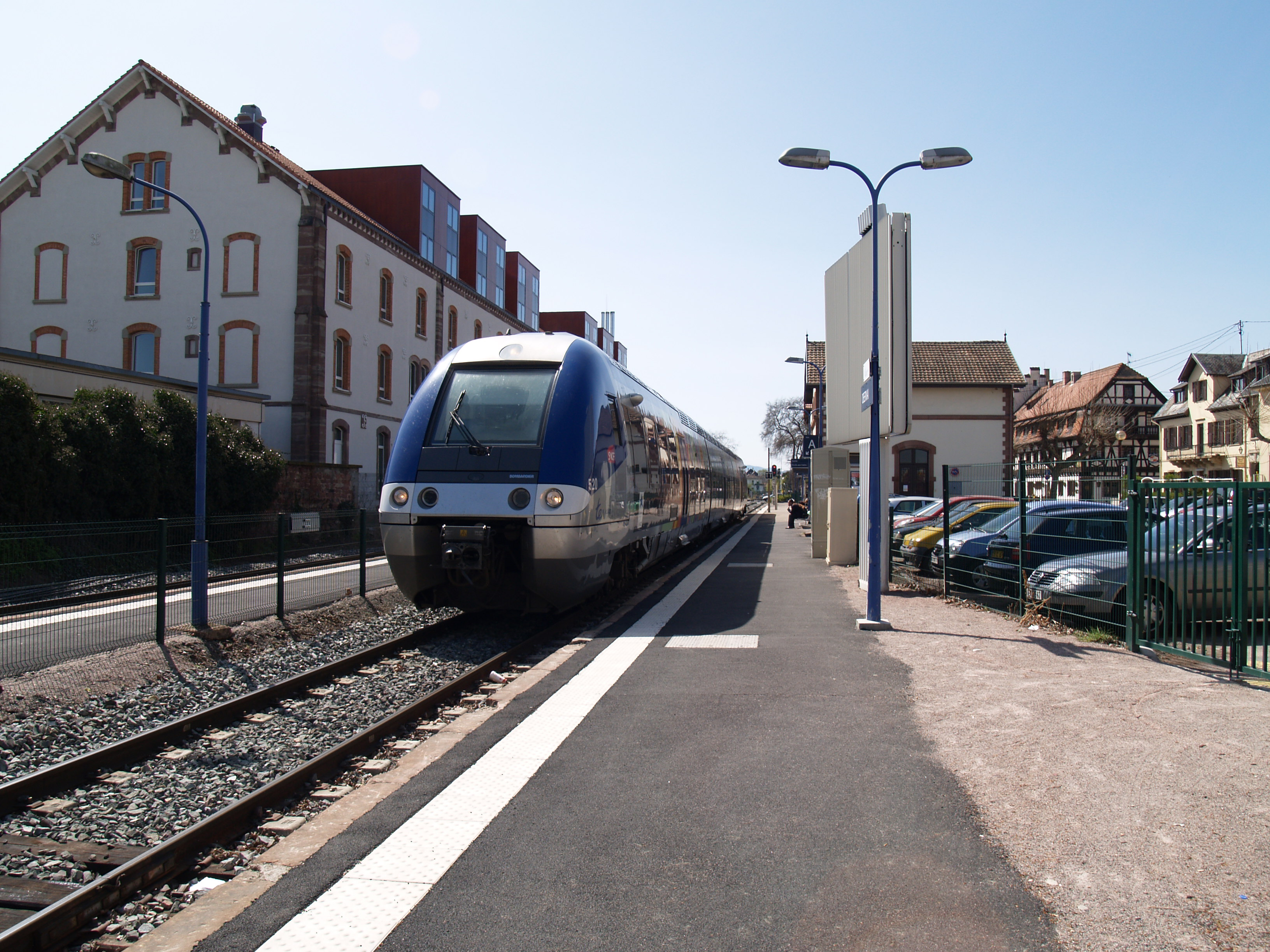
Train TER en gare.

### Intermodalité
Un  parc pour les vélos et un parking pour les véhicules y sont aménagés. Des bus desservent la gare.

## Service du fret
La société Brasseries Kronenbourg dispose d’une importante installation terminale embranchée pour la desserte de son site « K2 ».

## Patrimoine ferroviaire

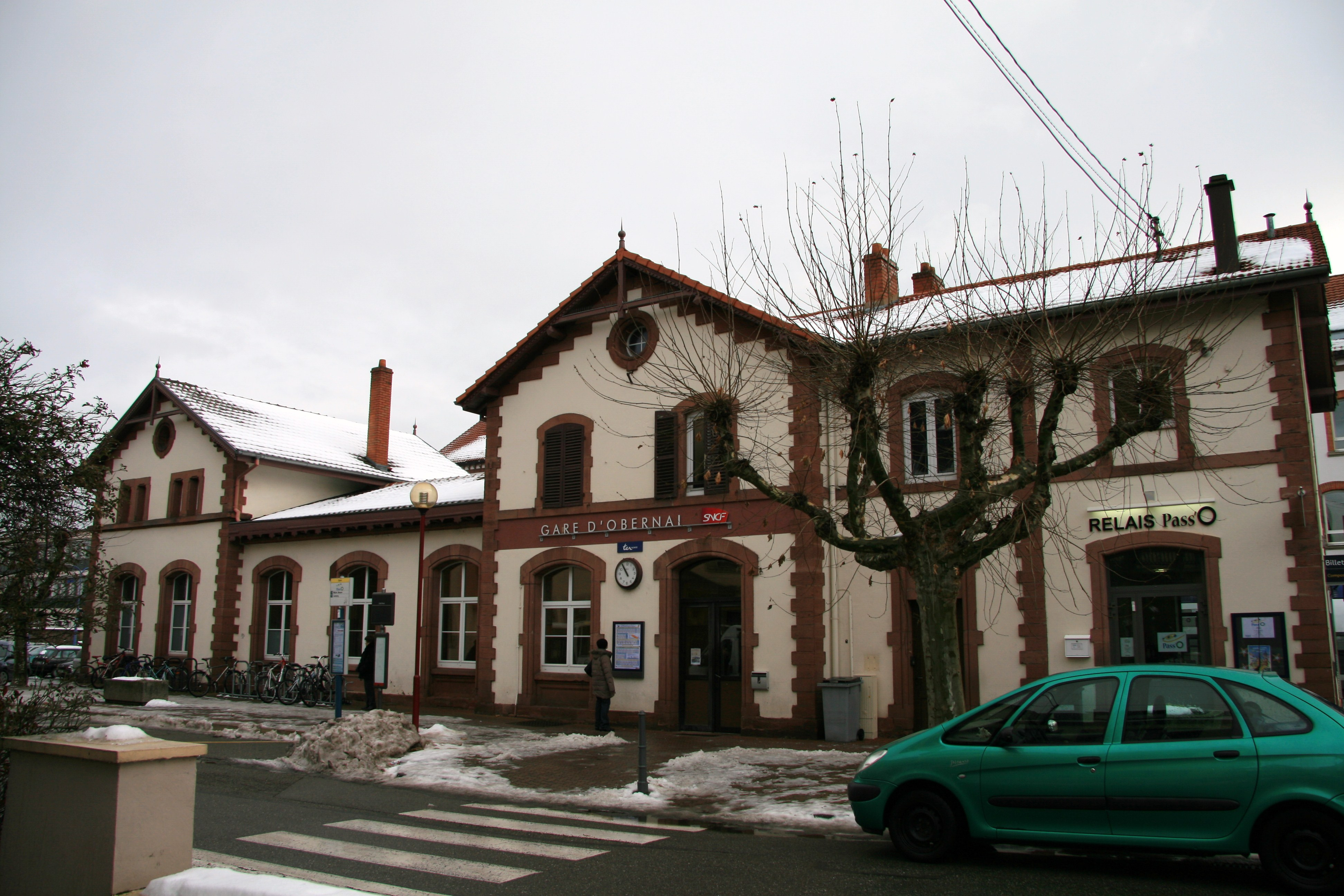
Bâtiment voyageurs en 2011.

Le bâtiment voyageurs, agrandi au cours du temps, se compose de deux pavillons aux dimensions inégales comportant chacun deux travées sous un toit à arrête transversale avec des fermes de charpente extérieures et un œil-de-bœuf à chaque pignon, lesquels encadrent une aile sans étage de trois travées avec, à l'extrémité droite, une aile à étage comportant deux travées avec un œil-de-bœuf au pignon. La façade est revêtue de crépi avec des chaînages d'angle et des bandeaux réalisés en pierre de taille (grès).
L'aspect du bâtiment côté voies montre entre les deux travées du corps de logis le plus haut un élément décoratif en forme de cadre néo-classique typique des bâtiments standard « type C » de la Compagnie des chemins de fer de l'Est. L'aspect de la façade de ce pavillon côté rue avec deux travées et un avant-corps bien moins prononcé que sur le type C suggère une démolition-reconstruction lors de la transformation de la gare.